# Alexandria (Louisiana)
Alexandria is een plaats (city) in de Amerikaanse staat Louisiana, en valt bestuurlijk gezien onder Rapides Parish.

## Demografie
Bij de volkstelling in 2000 werd het aantal inwoners vastgesteld op 46.342.
In 2006 is het aantal inwoners door het United States Census Bureau geschat op 45.836, een daling van 506 (-1,1%).

## Geografie
Volgens het United States Census Bureau beslaat de plaats een oppervlakte van
69,9 km², waarvan 68,4 km² land en 1,5 km² water. Alexandria ligt op ongeveer 26 m boven zeeniveau. De plaats ligt aan de Red River.

## Religie
Sinds 1910 is Alexandria de zetel van een rooms-katholiek bisdom.

## Bezienswaardigheden
- Alexandria Museum of Art

## Plaatsen in de nabije omgeving
De onderstaande figuur toont nabijgelegen plaatsen in een straal van 24 km rond Alexandria.